# Ai Weiwei
Ai WeiWei (kinesisk: 艾未未, pinyin: Ài Wèiwèi, født 28. august 1957) er en kinesisk internationalt kendt kunstner inden for arkitektur, skulptur og politisk konceptkunst. Han var konsulent på designet af Beijing Nationalstadion "Fuglereden". Siden tog han dog afstand til projektet og OL i Beijing. Weiwei er systemkritiker af det kinesiske styre.
Ved én lejlighed smadrede Weiwei en flere tusinde år gammel ceremoniel kinesisk urne fra Han-dynastiet som led i en politisk happening imod en kultur anset for en readymade. Weiwei fulgte op med påsatte Coca-Cola-logoer på Han-vaser, som andre kunstnere siden har smadret som led i modkunst for at "chokere" Weiwei.
I 2011 blev Weiwei tilbageholdt af det kinesiske politi i 3 måneder og præsenteret for et bødekrav på cirka 13 millioner kroner. November samme år indledte politiet en forundersøgelse af Weiwei for at sprede pornografi på internettet med kunstværket "En tiger, otte bryst" (2010), der afbilder et kunstnerisk nøgenbillede af Weiwei og fire kvinder. I en bølge af sympatierklæringer uploadede tilhængere siden egne nøgenbilleder på bloggen Ai Weiwei Fans' Nudity.
Efterfølgende opsatte Weiwei 15 overvågningskameraer i sit hjem, der kunne følges døgnet rundt på internettet: Weiweicam. Efter 46 timer beordrede myndighederne siden lukket ned. Den nåede 5,2 millioner besøgende.

## Galleri
- F-græs, Ai Weiwei, Vancouver 2015. Det kinesiske ord for "fuck" udtales 'græs' (cao).[10]
- Ai Weiweis He Xie (krabber; slang for internetovervågning), Blenheim Palace, 2014.
- For altid (cykler), Ai Weiwei, Winnipeg, 2020.
- Skabelon, trædøre og vinduesfag fra nedrevne bygninger fra Ming- og Qing-dynastiernes tid. Kassel, 2007. Installationen kollapsede i en storm, men Weiwei insisterede på at lade den fremstå som faldet.
- Ai Weiwei, bro uden navn, Middelheimmuseum, Antwerpen 2012.
- Ai Weiwei-bommerang, Queensland Art Galleri, 2020.
- For altid, Artz Pedregal, Mexico City.
- Rejsekuffert for ungkarle, 1987.
- Redningsveste fra vejen over Middelhavet, Berlin 2016. Weiwei modtog 14.000 redningsveste fra den græske ø Lesbos, asylanter havde efterladt på stranden.

## Eksterne referencer
- Arken: Ai Weiwei Arkiveret 28. januar 2022 hos  Wayback Machine.